# Епархия Миаринариву
 Епархия Миаринариву (лат. Dioecesis Miarinarivensis) — епархия Римско-Католической церкви с центром в городе Миаринариву, Мадагаскар. Епархия Миаринариву входит в митрополию Антананариву.

## История
13 декабря 1933 года Святой Престол учредил миссию Sui iuris Миаринариву.
15 марта 1939 года миссия sui iuris Миаринариву передала часть своей территории Апостольская префектура апостольской префектуре Мурундавы (сегодня — Епархия Мурундавы).
25 мая 1939 года Римский папа Пий XII преобразовал миссию sui iuris в апостольский викариат.
13 января 1949 года апостольский викариат Миаринариву передал часть своей территории для возведения апостольской префектуры Цируарумандиди (сегодня — Епархия Цируанумандиди).
14 сентября 1955 года Римский папа Пий XII выпустил буллу Dum tantis, которой преобразовал апостольский викариат Миаринариву в епархию.

## Ординарии епархии
- епископ Игнацио Рамаросандратана (25 мая 1939 — 1 сентября 1957);
- епископ Эдуар Ранаиву (24 июня 1958 — 30 апреля 1959);
- епископ Франсуа Ксавье Радзаунариву (5 апреля 1960 — 15 ноября 1985);
- епископ Арман Тоаси (3 июля 1987 — 18 октября 1993) — назначен епископом епархии Порт-Берге;
- епископ Раймон Разакаринвонин (14 февраля 1998 — 15 февраля 2007);
- епископ Жан Клод Рандрианарисуа (15 февраля 2007 — настоящее время).

## Источник
- Annuario Pontificio, Ватикан, 2007
- Булла Dum tantis, AAS 48 (1956), стр. 113  (лат.)